# Pernes (Pas-de-Calais)
Ne doit pas être confondu avec Pernes-lès-Boulogne, une autre commune du Pas-de-Calais. Pour les articles homonymes, voir Pernes.
Pernes, parfois appelée Pernes-en-Artois, est une commune française située dans le département du Pas-de-Calais en région Hauts-de-France. Ses habitants sont appelés les Pernois. La commune est membre de la communauté de communes du Ternois.

## Géographie

### Localisation
Localisée dans le centre du département du Pas-de-Calais, Pernes est une commune rurale de la vallée de la Clarence située, à vol d'oiseau, à 7 km au sud-ouest de la commune d'Auchel (aire d'attraction) et à 33 km au nord-ouest de la commune d’Arras (chef-lieu d'arrondissement). Elle est située à presque égale distance de Saint-Pol-sur-Ternoise et de Lillers.
Le territoire de la commune est limitrophe de ceux de six communes.
Les communes limitrophes sont  Aumerval, Camblain-Châtelain, Floringhem, Marest, Pressy et Sachin.

### Géologie et relief
La superficie de la commune est de 4,58 km2 ; son altitude varie de 70  à   182 m.

### Hydrographie
Le territoire de la commune est situé dans le bassin Artois-Picardie.
La commune de Pernes est traversée, d'ouest en est, par la Clarence, cours d'eau naturel de 33 km, qui prend sa source dans le village voisin de Sains-lès-Pernes, au lieu-dit le Buich et se jette dans la Vieille Lys aval au niveau de la commune de Calonne-sur-la-Lys, ainsi que par la Ferté, cours d'eau naturel de 5 km, qui prend sa source dans la commune de Valhuon et se jette dans la Clarence au niveau de la commune.

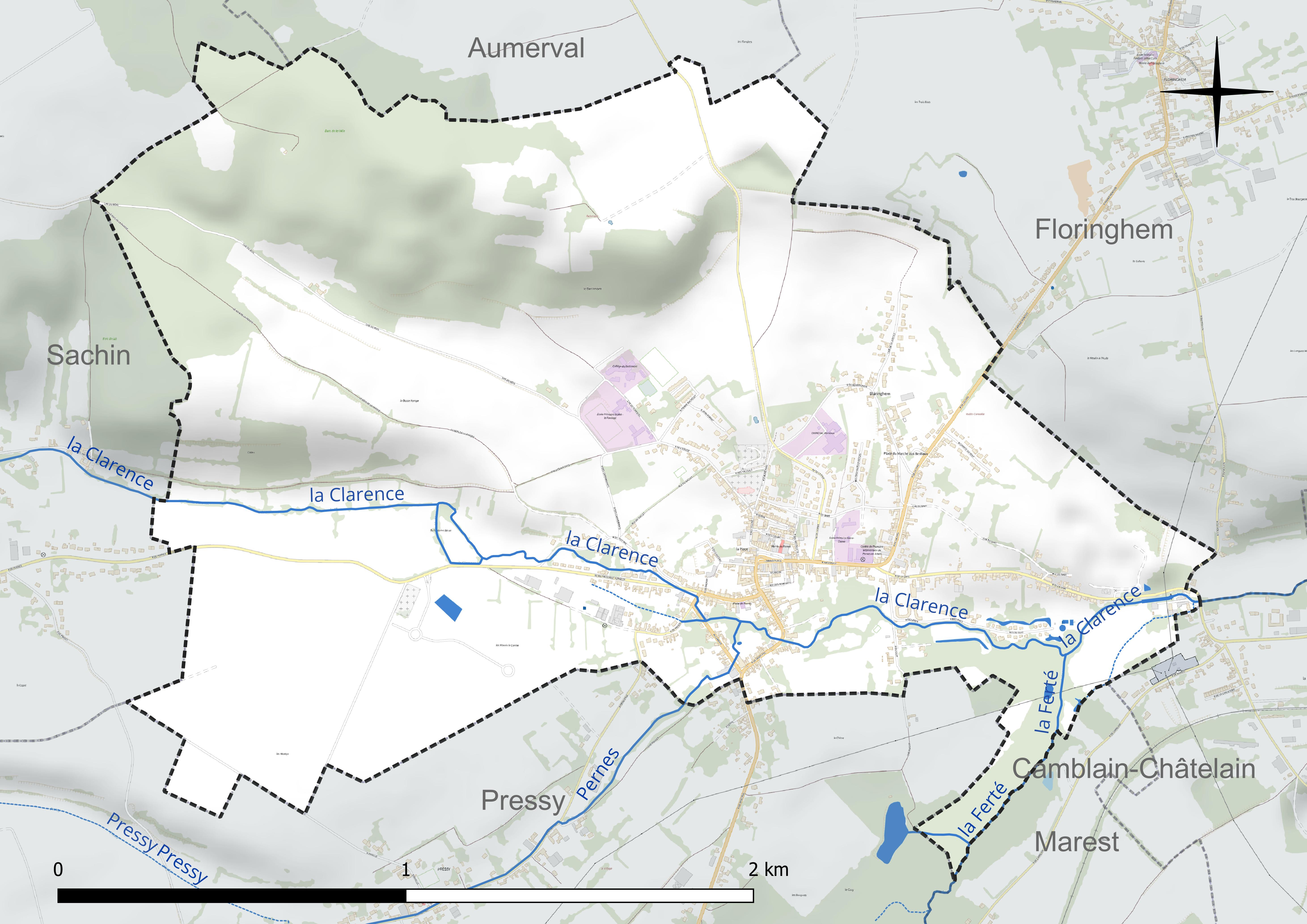
Réseau hydrographique de Pernes.

### Climat
Pour des articles plus généraux, voir Climat des Hauts-de-France et Climat du Nord-Pas-de-Calais.
En 2010, le climat de la commune est de type climat des marges montagnardes, selon une étude du CNRS s'appuyant sur une série de données couvrant la période 1971-2000. En 2020, Météo-France publie une typologie des climats de la France métropolitaine dans laquelle la commune est exposée à un climat océanique et est dans la région climatique Côtes de la Manche orientale, caractérisée par un faible ensoleillement (1 550 h/an) ; forte humidité de l’air (plus de 20 h/jour avec humidité relative > 80 % en hiver), vents forts fréquents.
Pour la période 1971-2000, la température annuelle moyenne est de 10,1 °C, avec une amplitude thermique annuelle de 13,5 °C. Le cumul annuel moyen de précipitations est de 854 mm, avec 13 jours de précipitations en janvier et 9 jours en juillet. Pour la période 1991-2020, la température moyenne annuelle observée sur la station météorologique la plus proche, située sur la commune de Fiefs à 6 km à vol d'oiseau, est de 10,4 °C et le cumul annuel moyen de précipitations est de 1 070,6 mm,. Pour l'avenir, les paramètres climatiques de la commune estimés pour 2050 selon différents scénarios d'émission de gaz à effet de serre sont consultables sur un site dédié publié par Météo-France en novembre 2022.

### Milieux naturels et biodiversité

#### Espace protégé et géré
La protection réglementaire est le mode d’intervention le plus fort pour préserver des espaces naturels remarquables et leur biodiversité associée.
Dans ce cadre, le territoire de la commune fait partie d'un espace protégé : le marais de Pernes d’une superficie de 4,919 ha. Terrain géré (location, convention de gestion) par le Conservatoire d'espaces naturels des Hauts-de-France.

#### Zone naturelle d'intérêt écologique, faunistique et floristique
L’inventaire des zones naturelles d'intérêt écologique, faunistique et floristique (ZNIEFF) a pour objectif de réaliser une couverture des zones les plus intéressantes sur le plan écologique, essentiellement dans la perspective d’améliorer la connaissance du patrimoine naturel national et de fournir aux différents décideurs un outil d’aide à la prise en compte de l’environnement dans l’aménagement du territoire.
Le territoire communal comprend une ZNIEFF de type 1 : le coteau et le bois de Pernes, d’une superficie de 171 ha et d'une altitude variant de 103  à   177 mètres. Ce site est un ancien lieu d’activité agropastorale du Béthunois lors du siècle précédent.

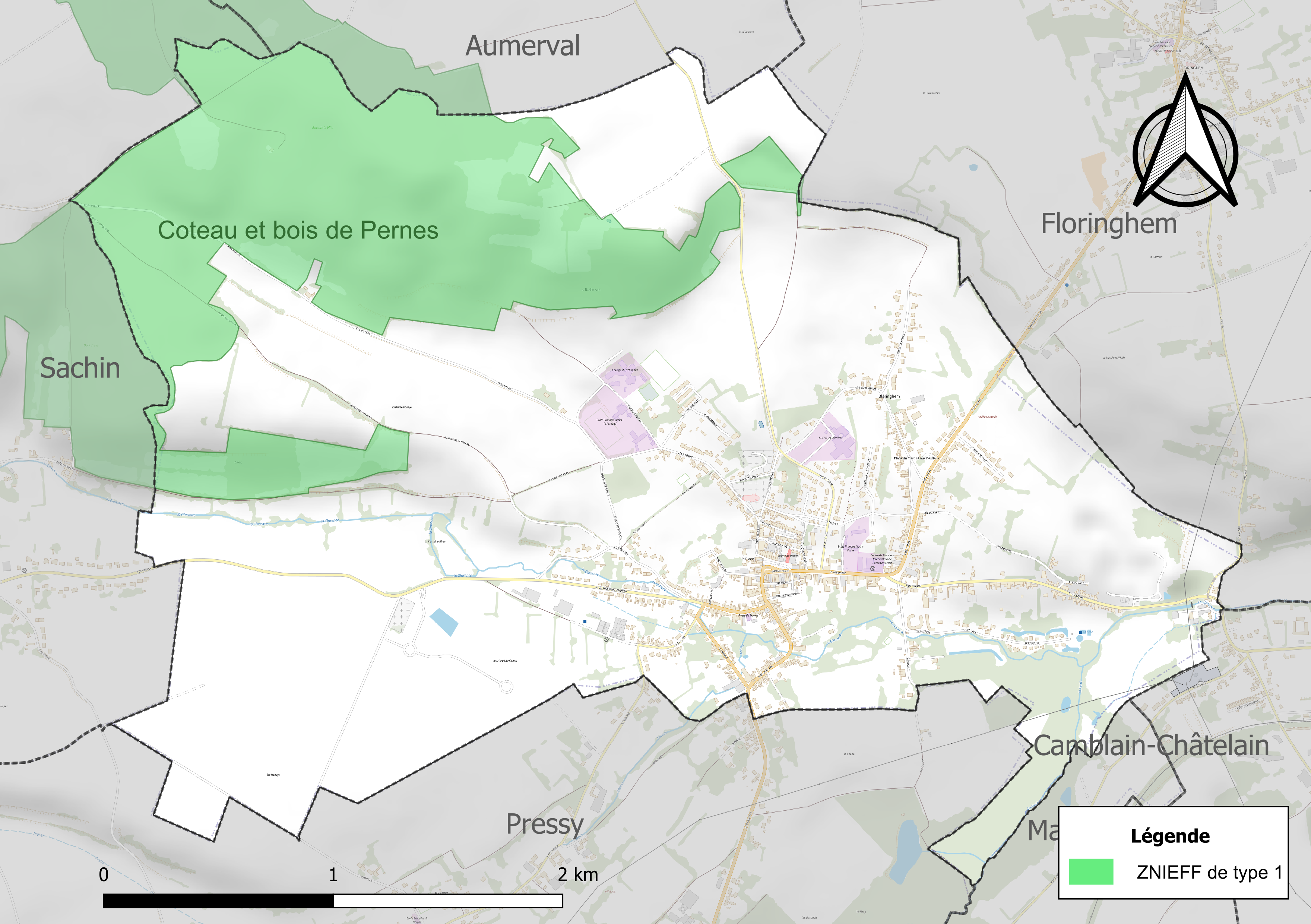
Carte de la ZNIEFF sur la commune.

#### Espèces faunistiques et floristiques
L’Inventaire national du patrimoine naturel (INPN) recense plusieurs espèces faunistiques et floristiques sur le territoire de la commune dont certaines sont protégées et d’autres menacées et quasi-menacées.

#### Patrimoine géologique
Sur le territoire communal se trouve le site des ichtyofaunes dévoniennes de la carrière de Pernes. Il est inscrit à l'inventaire national du patrimoine géologique. C'est une carrière exploitant les grès dévoniens pour la fabrication de granulats.

## Urbanisme

### Typologie
Au 1er janvier 2024, Pernes est catégorisée ceinture urbaine, selon la nouvelle grille communale de densité à sept niveaux définie par l'Insee en 2022.
Elle appartient à l'unité urbaine de Pernes, une agglomération intra-départementale regroupant trois  communes, dont elle est ville-centre,,. Par ailleurs la commune fait partie de l'aire d'attraction d'Auchel - Lillers, dont elle est une commune du pôle principal,. Cette aire, qui regroupe 29 communes, est catégorisée dans les aires de 50 000 à moins de 200 000 habitants,.

### Occupation des sols
L'occupation des sols de la commune, telle qu'elle ressort de la base de données européenne d’occupation biophysique des sols Corine Land Cover (CLC), est marquée par l'importance des territoires agricoles (59,7 % en 2018), en diminution par rapport à 1990 (69,7 %). La répartition détaillée en 2018 est la suivante : 
terres arables (41,2 %), zones urbanisées (20,4 %), forêts (19,8 %), prairies (18,5 %). L'évolution de l’occupation des sols de la commune et de ses infrastructures peut être observée sur les différentes représentations cartographiques du territoire : la carte de Cassini (XVIIIe siècle), la carte d'état-major (1820-1866) et les cartes ou photos aériennes de l'IGN pour la période actuelle (1950 à aujourd'hui).

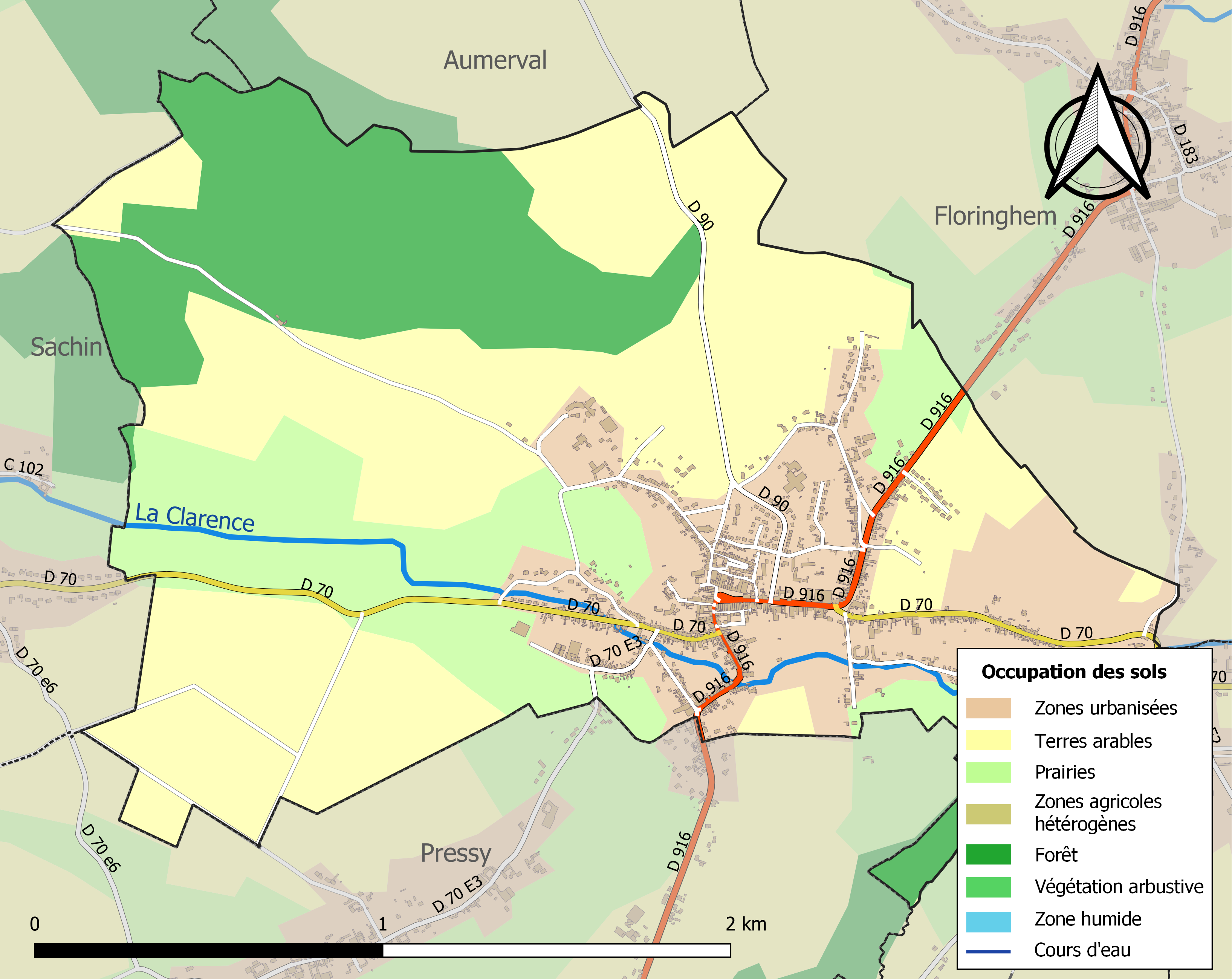
Carte des infrastructures et de l'occupation des sols de la commune en 2018 (CLC).

### Voies de communication et transports

#### Transport ferroviaire

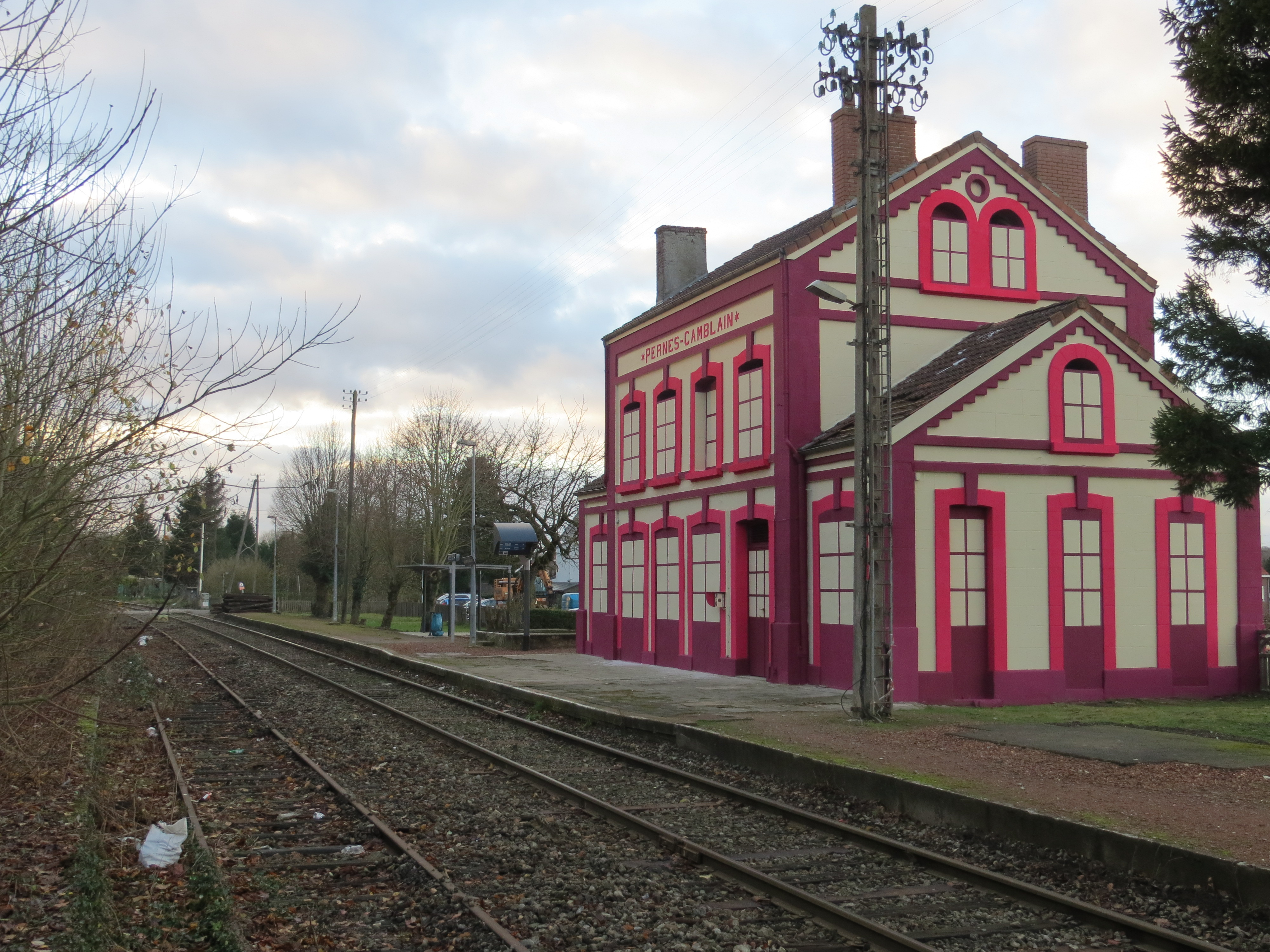
La gare Pernes-Camblain en 2012.

Les trains TER Nord-Pas-de-Calais desservent la gare de Pernes - Camblain avec des missions entre les gares de Lille-Flandres, ou de Béthune et de Saint-Pol-sur-Ternoise, ou de Boulogne-Ville.

## Toponymie
Le nom de la localité est attesté sous les formes Pernæ en 1069 ; Pernes en 1190 ; Perenes au XIIIe siècle ; Pernez en 1474 ; Parnes au XVe siècle ; Pernes en 1793 et en 1801.

## Histoire
L'existence de Pernes remonterait aux environs de 823. Ce bourg gallo-romain dépendait de la riche abbaye de Saint-Riquier dont les moines l'échangèrent à cette époque contre un autre domaine.
En raison des invasions, les constructions défensives se multiplièrent et devinrent peu à peu de véritables forteresses. Le seigneur du lieu édifia son château fort sur une butte au milieu d'un site marécageux alimenté par de nombreuses sources.
À l'image de nombreux villages, Pernes est doté d'un passé riche en souverainetés multiples qui se sont succédé sur ses terres. Parmi ces autorités exerçant le contrôle de la châtellenie, les comtes de Saint-Pol en furent certainement les premiers. En 1569, ils étaient toujours maîtres du château, du moulin, des jardins, des marais dits marais du Comte, de la Prévôté et autres biens d'importance.
Ce n'est qu'en 1627 que le domaine et la baronnie furent vendus à François de Cuinchy ; son fils, endetté, dut le céder à son créancier, Pierre de Predhomme d'Hailly, en 1648. Le village resta sous la gestion des Cuinchy jusqu'à l'extinction de la lignée, en 1772. Par la suite la seigneurie échut au comte de Wassier. En dépit de l'émigration du comte à l'étranger, en 1792, la Révolution ne dépouilla pas la famille de son droit de propriété, car elle était de nationalité belge.
Vers 1720-1740, Pierre-Albert Hespel (1704-1743), est dit seigneur de Pernes. Fils de François-Séraphin Hespel II (1653-1718), écuyer, seigneur de La Vallée (sur Wavrin), bourgeois de Lille, puis rewart (chargé de la police) de Lille, et de Marie-Élisabeth Vanlaer,  il est baptisé à Lille le 30 août 1704. Il devient bourgeois de Lille le 15 janvier 1738, puis capitaine au régiment de La Vallière, ensuite au régiment de Guise, chevalier de Saint-Louis. Il meurt à Lille le 3 juin 1743. Il prend pour femme à Douai le 6 mai 1737 Marie-Marguerite-Charlotte Hattu, fille de Maximilien, seigneur de Véhu, et de Marie-Marguerite-Charlotte de la Haye. L'épouse, baptisée à Tournai le 11 juillet 1701, veuve de Pierre-Joseph de Buissy, meurt à Lille le 13 juin 1779, à 77 ans.
Le dimanche 25 août 1793, les habitants d'Aumerval près de Pernes, se révoltent contre une nouvelle réquisition militaire décrétée deux jours plus tôt par la Convention nationale pour aller combattre les Autrichiens, les Prussiens et les Anglais aux frontières du Nord et les  contraindre à livrer leurs chariots, leurs chevaux et une partie de leurs récoltes. Les paysans de la région abattent les arbres de la liberté, s’arment de fusils, de sabres et de fourches. Des hommes se réfugient dans les bois alentour pour organiser la résistance. Joseph Lebon, délégué de la Convention nationale à Arras, disposant des pleins pouvoirs envoie sur place des artilleurs et quatre cents gardes nationaux et  applique une répression sanglante.
Le nom sous lequel l'affaire est passée à la postérité, « petite Vendée du Nord », a été donné par Joseph Lebon (Terreur dans le Nord-Pas-de-Calais)
Durant la Première Guerre mondiale, jusqu'au mois d'avril 1918, Pernes se trouve sur la ligne de communication des armées françaises puis britanniques. Toutefois l'avance allemande de ce mois obligea les unités médicales à se replier sur la commune.

## Politique et administration

### Découpage territorial
La commune se trouve dans l'arrondissement d'Arras du département du Pas-de-Calais.

#### Commune et intercommunalités

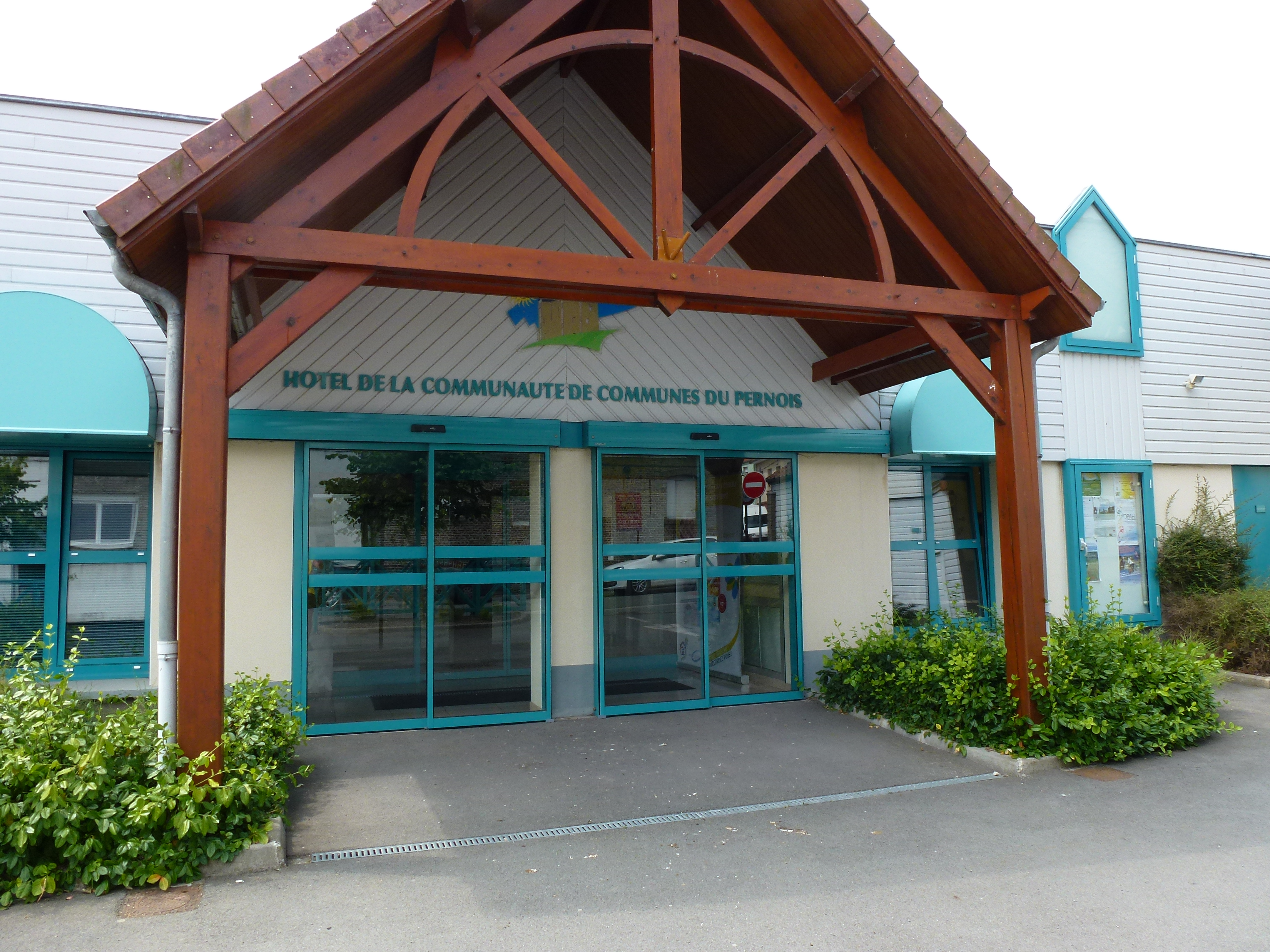
Le siège de l'ancienne communauté de communes du Pernois en 2013.

La commune était le siège de la petite communauté de communes du Pernois créée fin 1993.
Dans le cadre de la réforme des collectivités territoriales françaises, par la loi de réforme des collectivités territoriales du 16 décembre 2010 (dite loi RCT)  destinée à permettre notamment l'intégration de la totalité des communes dans un EPCI à fiscalité propre, la suppression des enclaves et discontinuités territoriales et les modalités de rationalisation des périmètres des établissements publics de coopération intercommunale et des syndicats mixtes existants, cette intercommunalité fusionne avec sa voisine, la communauté de communes du pays d'Heuchin, formant le 1er janvier 2013 la communauté de communes des Vertes Collines du Saint-Polois.
Un nouveau mouvement de regroupement intercommunal intervient dans le cadre des dispositions de la loi portant nouvelle organisation territoriale de la République (Loi NOTRe) du 7 août 2015, qui prévoit que les établissements publics de coopération intercommunale (EPCI) à fiscalité propre doivent avoir un minimum de 15 000 habitants. À l'initiative des intercommunalités concernées, la Commission départementale de coopération intercommunale (CDCI) adopte le 26 février 2016 le principe de la fusion de : 

- la communauté de communes de l'Auxillois, regroupant 16 communes dont une de la Somme et 5 217 habitants ;

- la communauté de communes de la région de Frévent, regroupant 12 communes et 6 567 habitants ;

- de la communauté de communes des Vertes Collines du Saint-Polois, regroupant 58 communes et 19 585 habitants

- de la communauté de communes du Pernois, regroupant 18 communes et 7 114 habitants. Le Schéma départemental de coopération intercommunale (SDCI), intégrant notamment cette évolution, est approuvé par un arrêté préfectoral du 30 mars 2016,.
La communauté de communes du Ternois, qui résulte de cette fusion et dont la commune fait désormais partie, est créée par un arrêté préfectoral qui a pris effet le 1er janvier 2017. La communauté de communes du Ternois regroupe 103 communes et totalise 37 469 habitants en 2021.

#### Circonscriptions administratives
La commune faisait partie depuis 1801 du canton d'Heuchin. Dans le cadre du redécoupage cantonal de 2014 en France, la commune est intégrée au canton de Saint-Pol-sur-Ternoise.

#### Circonscriptions électorales
Pour l'élection des députés, la commune fait partie de la sixième circonscription du Pas-de-Calais.

### Élections municipales et communautaires

#### Liste des maires
| Période     | Période                    | Identité                   | Étiquette | Qualité                                                                                  |
| ----------- | -------------------------- | -------------------------- | --------- | ---------------------------------------------------------------------------------------- |
| 1945        | 1947                       | Marcel Dollet              |           | Brasseur Conseiller général d'Heuchin (1945 → 1955) Maire de Nédonchel (1929 → 1946)     |
| 1947        | 1948                       | Abel Courtois              |           |                                                                                          |
| 1948        | 1953                       | Paul Molon                 |           |                                                                                          |
| 1953        | 1959                       | Maurice Tel                |           |                                                                                          |
| 1959        | 1963                       | Marcel Dollet              |           |                                                                                          |
| 1963        | 1965                       | Jean Crépy                 |           |                                                                                          |
| 1965        | 1965                       | Marcel Dollet              |           |                                                                                          |
| 1965        | 1989                       | Luce Leleu                 | PCF       |                                                                                          |
| 1989        | 2001                       | Michel Bécu                |           |                                                                                          |
| mars 2001   | mars 2020                  | Jean-Marie Olivier         | LREM      | Conseiller général d'Heuchin (2006 → 2015) Réélu pour le mandat 2014-2020,               |
| 24 mai 2020 | En cours (au 2 avril 2022) | Geneviève Janssoone Czajka |           | Profession intermédiaire de la santé et du travail social Élue pour le mandat 2020-2026, |

## Équipements et services publics
Pernes dispose depuis la fin 2016 d'un site France services où la population a accès aux services et conseils de la Poste, de la caisse primaire d'assurance maladie (CPAM), de la caisse d’allocations familiales (CAF) ou de la Mutualité sociale agricole (MSA).

## Population et société

### Démographie
Les habitants sont appelés les Pernois.

#### Évolution démographique
L'évolution du nombre d'habitants est connue à travers les recensements de la population effectués dans la commune depuis 1793. Pour les communes de moins de 10 000 habitants, une enquête de recensement portant sur toute la population est réalisée tous les cinq ans, les populations de référence des années intermédiaires étant quant à elles estimées par interpolation ou extrapolation. Pour la commune, le premier recensement exhaustif entrant dans le cadre du nouveau dispositif a été réalisé en 2005.

En 2022, la commune comptait 1 586 habitants, en évolution de −3,23 % par rapport à 2016 (Pas-de-Calais : −0,72 %, France hors Mayotte : +2,11 %).
| 1793 | 1800 | 1806 | 1821 | 1831 | 1836 | 1841 | 1846 | 1851 |
| ---- | ---- | ---- | ---- | ---- | ---- | ---- | ---- | ---- |
| 630  | 746  | 661  | 708  | 810  | 902  | 952  | 962  | 953  |

| 1856 | 1861 | 1866  | 1872 | 1876  | 1881  | 1886  | 1891  | 1896  |
| ---- | ---- | ----- | ---- | ----- | ----- | ----- | ----- | ----- |
| 846  | 869  | 1 005 | 996  | 1 063 | 1 017 | 1 066 | 1 127 | 1 141 |

| 1901  | 1906  | 1911  | 1921  | 1926  | 1931  | 1936  | 1946  | 1954  |
| ----- | ----- | ----- | ----- | ----- | ----- | ----- | ----- | ----- |
| 1 162 | 1 275 | 1 306 | 1 467 | 1 371 | 1 363 | 1 369 | 1 472 | 1 601 |

| 1962  | 1968  | 1975  | 1982  | 1990  | 1999  | 2005  | 2006  | 2010  |
| ----- | ----- | ----- | ----- | ----- | ----- | ----- | ----- | ----- |
| 1 735 | 1 696 | 1 653 | 1 516 | 1 536 | 1 628 | 1 660 | 1 661 | 1 629 |

| 2015  | 2020  | 2022  | - | - | - | - | - | - |
| ----- | ----- | ----- | - | - | - | - | - | - |
| 1 620 | 1 606 | 1 586 | - | - | - | - | - | - |

#### Pyramide des âges
En 2018, le taux de personnes d'un âge inférieur à 30 ans s'élève à 34,2 %, soit en dessous de la moyenne départementale (36,7 %). À l'inverse, le taux de personnes d'âge supérieur à 60 ans est de 29,6 % la même année, alors qu'il est de 24,9 % au niveau départemental.
En 2018, la commune comptait 795 hommes pour 864 femmes, soit un taux de 52,08 % de femmes, légèrement supérieur au taux départemental (51,50 %).
Les pyramides des âges de la commune et du département s'établissent comme suit.
| Hommes | Classe d’âge | Femmes |
| ------ | ------------ | ------ |
| 0,6    | 90 ou +      | 3,6    |
| 6,6    | 75-89 ans    | 13,2   |
| 16,7   | 60-74 ans    | 18,1   |
| 18,5   | 45-59 ans    | 16,5   |
| 18,7   | 30-44 ans    | 18,8   |
| 17,2   | 15-29 ans    | 13,9   |
| 21,7   | 0-14 ans     | 15,9   |

| Hommes | Classe d’âge | Femmes |
| ------ | ------------ | ------ |
| 0,5    | 90 ou +      | 1,6    |
| 5,6    | 75-89 ans    | 8,9    |
| 16,7   | 60-74 ans    | 18,1   |
| 20,2   | 45-59 ans    | 19,2   |
| 18,9   | 30-44 ans    | 18,1   |
| 18,2   | 15-29 ans    | 16,2   |
| 19,9   | 0-14 ans     | 17,9   |

### Manifestations culturelles et festivités
La foire de Pernes, organisée conjointement par la commission des fêtes, le Comice agricole du canton, la municipalité de Pernes, le Crédit Mutuel de Pernes, l'harmonie Municipale "L'espérance" et des différents partenaires locaux, accueille chaque année plus de 4 000 visiteurs. La 78e édition de cette foire  commerciale et agricole a eu lieu le 22 mai 2016.

### Vie associative
Pernes dispose de nombreuses associations, qui participent à la vie de la commune, manifestations locales, etc.
- Les amis du terroirs, organise des expositions sur l'histoire de la commune, ou sur des thèmes divers.
- Les ch'tis pistons, association de vieilles voitures, qui participe activement à la vie de la commune avec l'auto rétro, le traditionnel rassemblement de voitures, qui se déroule tous les ans, en début mai.
- La chorale « chœur en fête », créée en 2005, qui a fêté ses 10 ans en 2015.
- L'harmonie Municipale « L'espérance », est la plus vieille association du village, fondée en 1897, elle est l'âme de la commune, elle participe à toutes les manifestations commémoratives, anime la fête de la musique, la Sainte Cécile leur sainte patronne et leur concert annuel se déroule en avril.
- Les médaillés du travail.
- L'association des anciens combattants.
- Le club du 3e âge.
- ALPE, une association de réinsertion.
- Les Restaurants du Cœur, qui aide les plus démunis avec la distribution de denrées alimentaires.
- Le secours catholique.
- Pernes Escalade.

## Culture locale et patrimoine

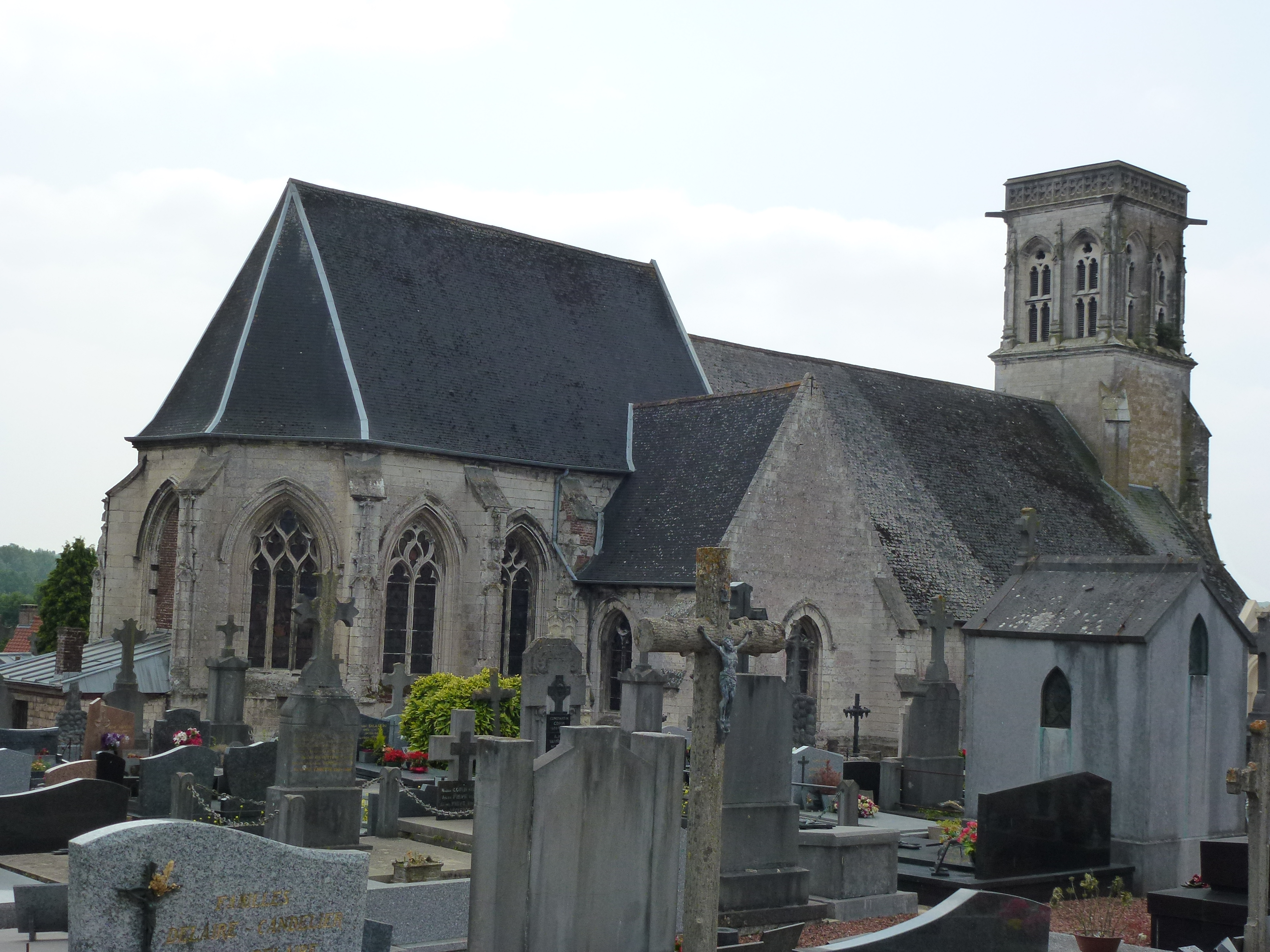
L'église Saint-Pierre.

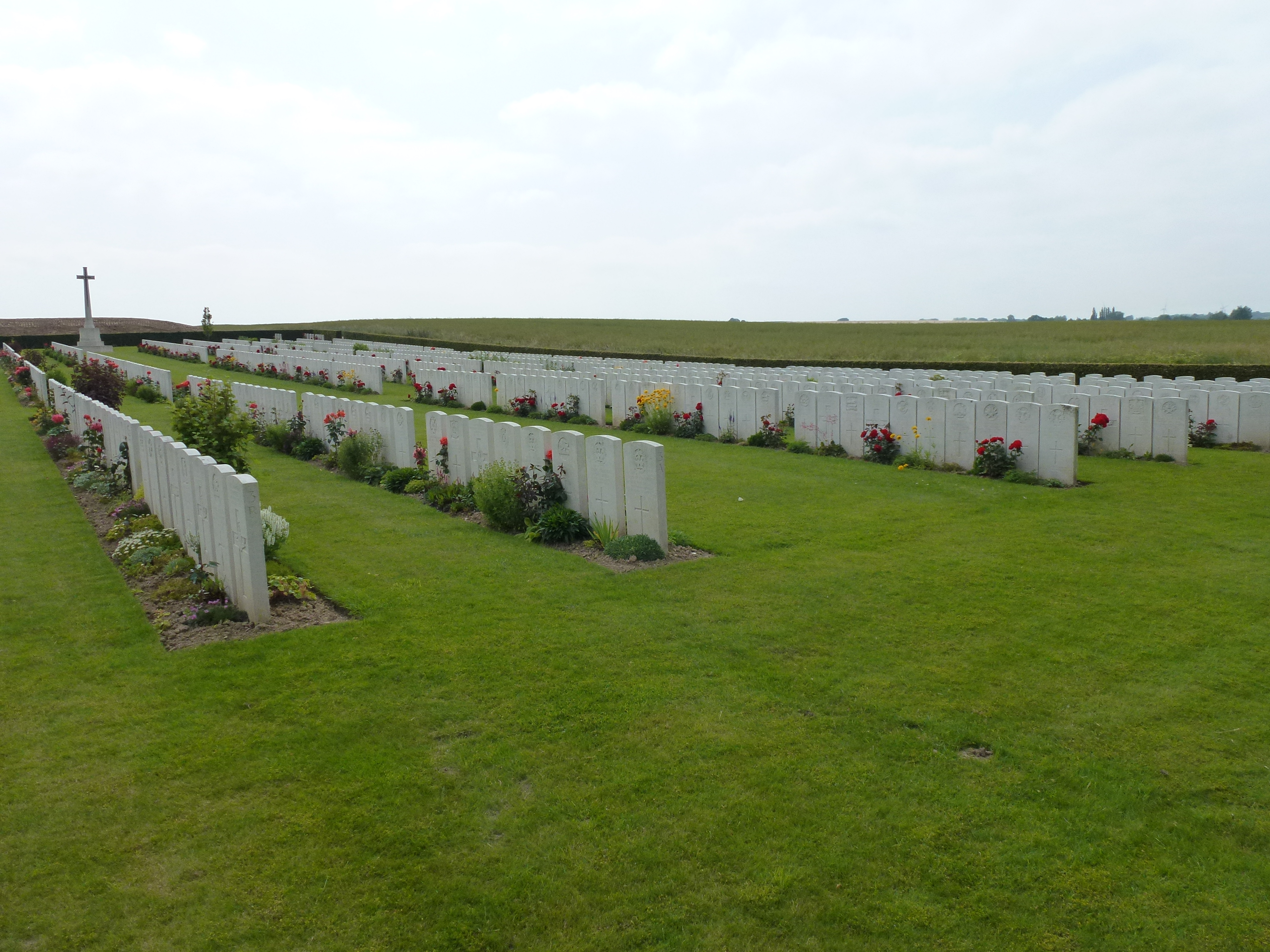
Le British Cemetery de Pernes.

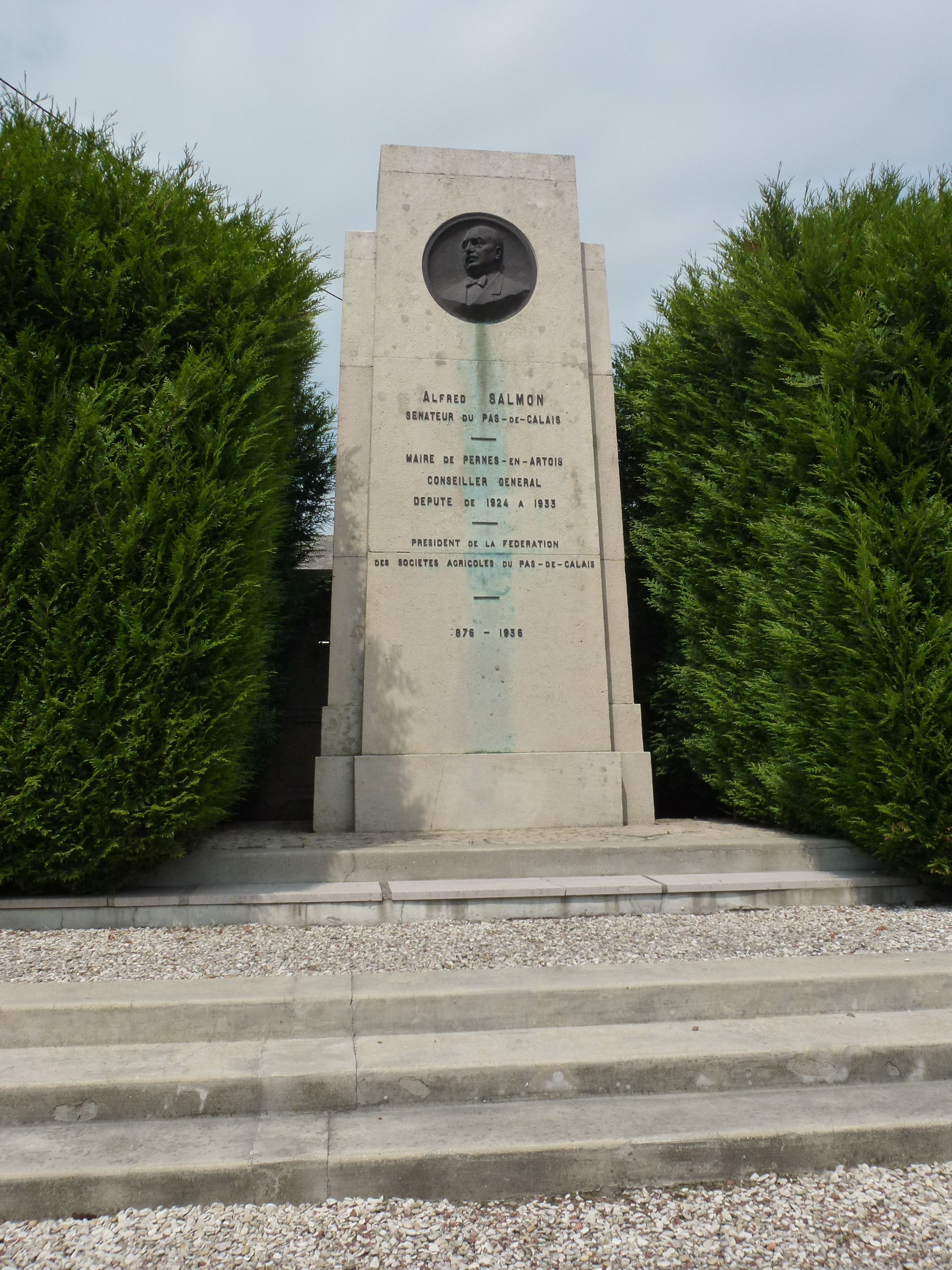
Le mémorial Alfred Salmon.

### Lieux et monuments
- Un pan de mur du château, détruit sous la Révolution française, subsiste de nos jours.
- L'hôtel de ville avec horloge de 1586.
- L'église Saint-Pierre est du XVIe et du XIXe siècle. Les fonts baptismaux du début du XVe siècle sont classés. Sous son parvis (où se trouvait le clocher au Moyen Âge) est enterré un ancien seigneur des lieux.
- Les deux moulins à farine. L'un, situé à la Ferté est toujours en activité. L'autre, dans la rue du Guit a cessé de fonctionner il y a plusieurs décennies. Il y avait aussi autrefois un moulin à huile.
- Le British Cemetery de Pernes, un kilomètre à l'ouest du village, sur la route D 70 (avenue du Président-Kennedy), ce cimetière compte 1099 corps au total (dont 1081 morts de la guerre 1914-1918 et 18 morts de la guerre 1939-1945)[42].
- L'ancienne brasserie-malterie Leleu, puis Leleu Choquet, de 1837[43].
- L'ancienne malterie Salmon Frères, fondée vers 1848 et transformée en logements sociaux après sa fermeture[44].
- Le monument aux morts commémorant les guerres de 1914-1918 et de 1939-1945[45].
- La maison paulette.
- L'école libre Notre Dames, où fut exécuté par les Nazis en 1944, le résistant Verzel dans la cour de l'école.
- La stèle Quelquejeu, en hommage au résistant exécuté par les Allemands.
- Le mémorial Alfred Salmon.

### Personnalités liées à la commune
- Alfred Salmon (1876-1936), homme politique, ancien maire de Pernes, né et mort dans la commune.

### Héraldique
| Blason de Pernes | Blason  | Parti : au 1er de gueules à trois pals de vair, au chef d'or chargé d'un lambel d'azur, au 2e d'argent au lion de gueules, armé, lampassé et couronné d'or. |
| Blason de Pernes | Détails | Le statut officiel du blason reste à déterminer. |

## Pour approfondir

#### Bases de données, dictionnaires et encyclopédies
- Ressources relatives à la géographie :   - Insee (communes)
  - Ldh/EHESS/Cassini
- Ressource relative à plusieurs domaines :   - Annuaire du service public français
- Notices d'autorité :   - BnF (données)
  - IdRef